# The River (película de 1984)
The River (en España, Cuando el río crece) es una película de drama estadounidense de 1984, dirigida por Mark Rydell y
protagonizada por Mel Gibson, Sissy Spacek y Scott Glenn. 
La película cuenta la historia de una familia de granjeros en dificultades en un valle fluvial de Tennessee que intenta evitar que su granja se hunda ante las ejecuciones hipotecarias de los bancos y las inundaciones. Fue estrenada el 19 de noviembre de 1984 por Universal Pictures.

## Argumento
Lewis Garvey es un niño al que la tormenta sorprende pescando. Mientras vuelve a casa corriendo arrecia la lluvia, el caudal del río crece y el río se desborda. Mientras, sus padres, modestos agricultores y su hermana pequeña deben salvar los animales de la granja y abandonar la casa antes de que bajen las aguas. Logran salvarse, pero pierden la mayor parte de su cosecha de maíz. Tom, el padre, necesita semillas para la nueva cosecha pero, al igual que el resto de los propietarios, está arruinado. Para conseguirlas, malvende sus bienes en subasta pública, mientras que su mujer intenta conseguir un crédito del banco.

## Reparto
- Mel Gibson - Tom Garvey
- Sissy Spacek - Mae Garvey
- Shane Bailey - Lewis Garvey
- Becky Jo Lynch - Beth Garvey
- Scott Glenn - Joe Wade
- Don Hood - Senator Neiswinder
- Billy "Green" Bush - Harve Stanley
- James Tolkan - Howard Simpson

## Producción
El director Mark Rydell consideró que los personajes de este drama eran icónicos estadounidenses y estaba ansioso por elegir a Sissy Spacek para el papel de la esposa de la granja debido a su actuación en Coal Miner's Daughter y su hogar en una granja cerca de Charlottesville, Virginia.
El elenco y sus familias se mudaron al área un mes antes del inicio de la producción para conectarse con la gente local y aprender habilidades agrícolas. Las inundaciones en la película fueron abastecidas por la Autoridad del Valle de Tennessee y el Cuerpo de Ingenieros del Ejército con agua de la presa Fort Patrick Henry . Las escenas del banco y el centro de la ciudad se filmaron en la ciudad de Gate City, Virginia . La ciudad de tiendas de campaña y algunas otras escenas se filmaron en Kingsport, Tennessee , mientras que algunas escenas de fábrica se filmaron en Birmingham, Alabama. Las escenas que se filmaron en Double Springs Baptist Church en Jonesborough, Tennessee, no llegaron al corte final de la película. La película se completó por menos de $ 18 millones.

## Premios
La película fue nominada a los Oscar a la 
• Mejor Actriz en el rol principal (Sissy Spacek)
• Mejor Fotografía
• Mejor Música
• Música Original
• Mejor Sonido (Nick Alphin, Robert Thirlwell, Portman Richard y David M. Ronne).
También recibió un Oscar a la edición de efectos especial de sonido.